# Agrilus nodifrons
Agrilus nodifrons es una especie de insecto del género Agrilus, familia Buprestidae, orden Coleoptera.
Fue descrita científicamente por Waterhouse, en 1889.